# Hadronema princeps
Hadronema princeps är en insektsart som beskrevs av Philip Reese Uhler 1894. Hadronema princeps ingår i släktet Hadronema och familjen ängsskinnbaggar. Inga underarter finns listade i Catalogue of Life.